# Schitu (Olt)
Schitu is een Roemeense gemeente in het district Olt.
Schitu telt 3019 inwoners.